# Sandro Pereira
Sandro Pereira (Tucumán, 1974) es un artista visual argentino que reside y trabaja en la ciudad de San Miguel de Tucumán, Argentina. Es considerado el artista contemporáneo tucumano con mayor proyección a nivel nacional.

## Inicios
Sandro Pereira cursó sus estudios en la Facultad de Artes de la Universidad Nacional de Tucumán, institución de larga tradición en la formación de artistas visuales en la que dieron cátedra maestros de la plástica como Lino Eneas Spilimbergo o Ezequiel Linares. Realizó en primera instancia la especialidad de Grabado para luego ingresar en el Taller C, orientado al arte contemporáneo y dirigido por Marcos Figueroa, donde propone una producción más experimental asociada a la necesidad de entender el arte como un sistema que excede a la realización material de la obra. Realizó sus primeras muestras en 1996 momento en que comenzó a incursionar en la escultura presentando obras paradigmáticas en su carrera como “El novio” (1996) o “Supermancito” (1998) que luego reinterpretaría recurrentemente en su carrera.

## Homenaje al sánguche de milanesa

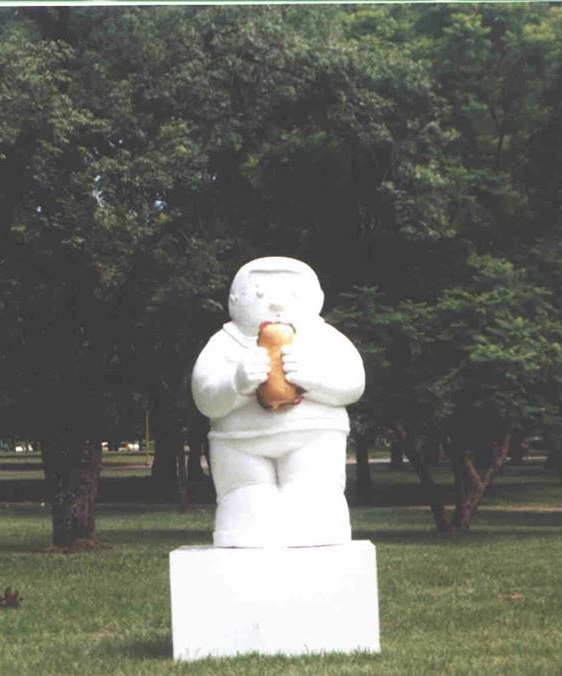
Homenaje al sánguche de milanesa

En el año 2000 presenta su obra “Homenaje al sánguche de milanesa” que lo lleva a ganarse fama a nivel nacional. Esta obra fue emplazada por primera vez en el parque 9 de julio de Tucumán (el más importante de la ciudad) en la llamada “Avenida de los próceres”. La ubicación no era arbitraria, sino que allí se encontraba una seguidilla de estatuas toscas y mal proporcionadas de próceres tucumanos mandadas a construir a contrarreloj por el general Domingo Bussi cuando éste era interventor de facto durante la dictadura cívico militar argentina.
La obra consiste en una estatua de resina de poliéster de unos dos metros de altura sobre un pedestal donde podía apreciarse un autorretrato escultórico estilizado del artista comiendo un sándwich de milanesa. La obra tendría múltiples críticas e interpretaciones en tanto que atacaba el concepto de “monumento” parodiándolo a través de la imagen y la utilización de materiales y soportes que no tienen nada de nobles como sí lo serían el bronce o el mármol; mostraba por otro lado la vitalidad de las tradiciones populares que podrían servir de bastión contra el proceso de globalización de la vida cotidiana en la Argentina; pero por sobre todo denunciaba los estragos de la crisis neoliberal argentina que había llevado a su provincia a los índices de desnutrición más alto en décadas. Pereira denunciaba este hecho a través de la monumentalización del alimento clásico de las clases populares en la provincia. Escribe Kevin Power en el año 2006 sobre esta obra: «Ahí va la milanesa, a la deriva en un pedestal, vista como símbolo desesperado de una cultura carnívora, mientras el mismo mercado de la carne se desmorona y el dólar se vuelve ciego destino de la economía argentina. ¡Es la risa amarga de una sociedad atada con sus propias cadenas!» (Power: 2010, 130)
En el año 2001 Pereira presentó la obra en la Feria ArteBA donde obtuvo un gran reconocimiento siendo adquirida por el coleccionista Juan Cambiasso quien posee una de las mayores colecciones de arte contemporáneo argentino. La obra sería reinterpretada por el artista en los años subsiguientes en formatos más pequeños y en diferentes materiales hasta que en el año 2013 inaugura una nueva versión de ella para ser colocada en un espacio público cercano a una tradicional casa de venta de sándwiches de milanesas de Tucumán. La obra fue vandalizada en el año 2015, siendo destruida parcialmente y no habiendo en la actualidad planes para ser restaurada.

## Residencia en Buenos Aires
Durante los primeros años del siglo XXI Pereira desarrolla sus trabajos a la par de una generación de artistas surgidos de la Universidad Nacional de Tucumán que tuvieron cierta incidencia en la escena artística nacional por su participación en diferentes ferias, becas, concursos y residencias de formación. Pereira junto a esta camada de artistas formaría el colectivo “El Ingenio”, enmarcado en los procesos de colectivización artística surgido luego de la crisis neoliberal del 2001, quienes comenzarían a enviar su trabajo a Buenos Aires y el extranjero como en el caso de la muestra “El Maletín” en la Casa de las Américas de Madrid, España. En el año 2003 Pereira traslada su residencia a Buenos Aires luego de recibir la beca Kuitca, consistente en una clínica de perfeccionamiento con el artista Guillermo Kuitca, considerado como un espacio de amplias posibilidades de experimentación artística. En este período su obra se presentará en diferentes galerías de Buenos Aires y cobrará un dramatismo inesperado presentando obras como “Guardián del vacío” (o “El muerto”), su serie de fotografías perforadas o “Manzana”. Su obra se consolida y paulatinamente se convierte en una referencia en muestras retrospectivas y colecciones de arte contemporáneo argentino de las últimas décadas. Ya en el año 2011 Pereira regresa a San Miguel de Tucumán ciudad donde trabaja desde entonces.

## Su obra

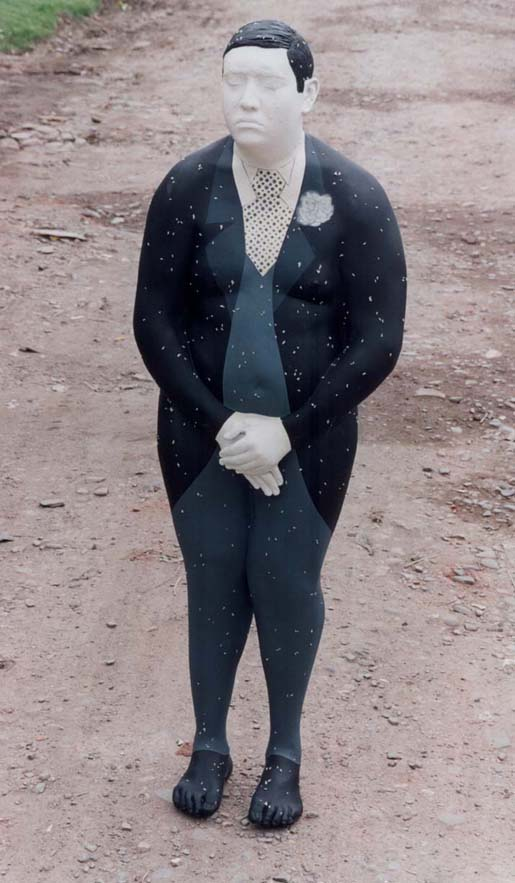
El novio

Pereira ha expuesto su obra en Argentina, Brasil, Colombia, Estados Unidos, España, México y Alemania. A lo largo de los años ha trabajado con distintos tipos de géneros (grabado, escultura, objeto, dibujo, pintura, performance, fotografía) y materiales (yeso, alambre, resina poliéster, arcilla, plastilina, objet trouvé, papel). También ha trabajado sobre diferentes tipos de discursos, aunque con una clara autorreferencialidad y utilizando primariamente el género del autorretrato.
Sus imágenes son frecuentemente calcos de su propio cuerpo en diferentes circunstancias que tratan de impugnar modelos, modas, cánones y paradigmas de la sociedad. En gran parte de su obra utiliza la parodia sobre sí mismo, sobre su propio cuerpo, utilizando los estereotipos de su infancia, del pop art y de la cultura popular argentina. Coloca el retrato, como género, en el lugar de la crítica y lo autocrítico, colocando su propia imagen en el lugar del heroísmo o la bajeza, tomándose a sí mismo como objeto, estudiándose como un espécimen y sometiéndose a todo tipo de adjetivaciones que modifican la percepción sobre el artista y su realidad.

## Premios y distinciones
- Segunda Mención Salón Cultural Chandón 2006, Museo de Arte Contemporáneo de Salta, Salta.
- Premio Elena Poggi al Artista Iniciación del año 2003. Otorgado por la Asociación Argentina de Críticos de Arte / Asociación Internacional de Críticos de Arte (AACA / AICA).
- Primer Premio Dibujo Salón Lino E. Spilimbergo 2000, Tucumán.
- Primer Premio Objeto Salón Lino E. Spilimbergo 2000, Tucumán.
- Tercer Premio Escultura Salón Lino E. Spilimbergo 1999, Tucumán.
- Segundo Premio Objeto Salón Carlos María Navarro 1996, Tucumán.
- Beca Kuitca 2003-2005 organizado por el Centro Cultural Rojas, UBA, Buenos Aires.